# Blancos (parroquia)
Blancos (llamada oficialmente San Breixo dos Blancos) es una parroquia y un lugar español del municipio de Blancos, en la provincia de Orense, Galicia.

## Toponimia
La parroquia también es conocida por el nombre de San Verísimo de Blancos.

## Organización territorial
La parroquia está formada por cuatro entidades de población, constando tres de ellas en el nomenclátor del Instituto Nacional de Estadística español:
- Mouril
- Os Blancos
- O Outeiro
- Ouvigo

## Demografía

### Parroquia
| Gráfica de evolución demográfica de Blancos (parroquia) entre 2000 y 2022 |
|                                                                           |
| Datos según el nomenclátor publicado por el INE.                          |

### Lugar
| Gráfica de evolución demográfica de Os Blancos (lugar) entre 2000 y 2022 |
|                                                                          |
| Datos según el nomenclátor publicado por el INE.                         |